# Hugues Cuénod
Hugues-Adhémar Cuénod (ur. 26 czerwca 1902 w Corseaux-sur Vevey, zm. 6 grudnia 2010 w Vevey) – szwajcarski śpiewak, tenor, znany również z racji sędziwego wieku (dożył 108 lat i 163 dni, co czyni go najstarszym śpiewakiem w historii).

## Życiorys
Studiował w Lozannie, Bazylei, Genewie i Wiedniu. W latach 1937–1939 odbył wspólnie z Nadią Boulanger tournée po USA. Był profesorem konserwatorium w Genewie (1940-1946). Występował w La Scali w Mediolanie (1951), w Covent Garden Theatre w Londynie (1954), w festiwalach w Aldenburgh i Suffolk, a także w wielu krajach europejskich oraz w Ameryce Północnej.
Znany m.in. z interpretacji muzyki współczesnej (czołowa partia w weneckiej premierze opery Żywot rozpustnika Strawinskiego, 1951); innymi znanymi wykonaniami Cuenoda są partie Ewangelisty w pasjach Bacha oraz utwory Monteverdiego.

## Życie prywatne
Hugues Cuénod był zdeklarowanym homoseksualistą. Mieszkał ze swoim partnerem, Alfredem Augustinem (młodszym o 41 lat) w Vaud w Szwajcarii.